# صموئيل جي. فريدمان
صموئيل جي. فريدمان (بالإنجليزية: Samuel G. Freedman)‏ هو مؤلف وصحفي وأستاذ جامعي وكاتب أمريكي، ولد في 3 أكتوبر 1955 في مستشفى لينوكس هيل ‏ في الولايات المتحدة.

## وصلات خارجية
- الموقع الرسمي